# Sidney Obissa
Sidney Evrard Viérin Obissa Mboumini (ur. 4 maja 2000 w Libreville) – gaboński piłkarz grający na pozycji środkowego obrońcy. Od 2023 jest zawodnikiem klubu Royal Francs Borains.

## Kariera klubowa
Swoją piłkarską karierę Obissa rozpoczął w klubie FC Bourg-Péronnas. W sezonie 2018/2019 grał w jego rezerwach. W 2020 roku przeszedł do AC Ajaccio, gdzie również stał się członkiem zespołu rezerw. W sierpniu 2021 został wypożyczony do belgijskiego trzecioligowca, ROC Charleroi-Marchienne.

## Kariera reprezentacyjna
W reprezentacji Gabonu Obissa zadebiutował 11 października 2020 w przegranym 0:2 towarzyskim meczu z Beninem, rozegranym w Lizbonie. W 2022 roku został powołany do kadry na Puchar Narodów Afryki 2021. Na tym turnieju rozegrał dwa mecze: grupowy z Komorami (1:0) oraz w 1/8 finału z Burkiną Faso (1:1, k. 6:7).